# 叙尔茨费尔德
叙尔茨费尔德（德語：Sülzfeld，發音：[ˈzʏltsˌfɛlt]）是德国图林根州施马尔卡尔登-迈宁根县曾经的一个市镇，面积17.39平方千米，2023年12月31日人口为812人。2024年1月1日，叙尔茨费尔德并入市镇迈宁根。